# Stig O. Blomberg
Stig Olov Blomberg, född 10 oktober 1922 i Stockholm, död 10 april 1999 i Nacka, var en svensk journalist, författare och översättare. Han använde under 1950-talet peudonymen Olle Villner men har även använt pseudonymen Pam Hoogan.

## Biografi
Stig O. Blomberg föddes som son till packmästaren Olof V. Blomberg och Anna Holmberg. Blomberg avlade studentexamen 1943 och bedrev sedan akademiska studier vid Uppsala universitet 1947–1949. Han var medarbetare i tidningen Allt 1950–1954 och inrikesredaktör i Nutid 1954–1955. Blomberg arbetade sedan i många år hos Allers och därefter på Bonniers. Han skrev noveller som publicerades i All världens berättare, Världsdeckaren och andra tidningar/tidskrifter. Flera av Blombergs böcker har omslag som är illustrerade av sonen Anders O. Blomberg.
Blomberg var gift första gången 1944–1948 med Gudrun Wistrand (1921–2003) och fick en dotter. Andra gången var han gift 1951–1968 med Barbro Ahlin (1928–2004) och fick tre barn, däribland Anders O. Blomberg. Tredje gången gifte han sig 1970 med Margreth Eriksson och fick ytterligare fyra barn. Stig O. Blomberg är begraven på Tisselskogs kyrkogård.

### Översättningar
- 1954 - Vivian Connell: Spel med stjärna (Monte Carlo mission) (Fritze)
- 1961 - Erskine Caldwell: Mötas och skiljas (Love and money) (B. Wahlström)
- 1979 - Warren Adler: Sibirienexpressen (övers. och bearb.) (Plus)
- 1983 - John Buell: Rapporterad saknad? (Playground) (Plus)
- 1983 - Ernest K. Gann: Domaredansen (The magistrate) (Nyblom)
- 1985 - John Wainwright: Återvändsgränd (Cul-de-sac) (Nyblom)
- 1986 - Ernest J. Gaines: Gamla män samlas (A gathering of old men) (Nyblom)
- 1986 - Rick Boyer: Varför dog Allan Hart? (Billingsgate shoal) (Nyblom)
- 1987 - Rhodri Jones: Kravaller: ungdomsroman (Hillsden riots) (Nyblom)